# Kevin Shinick

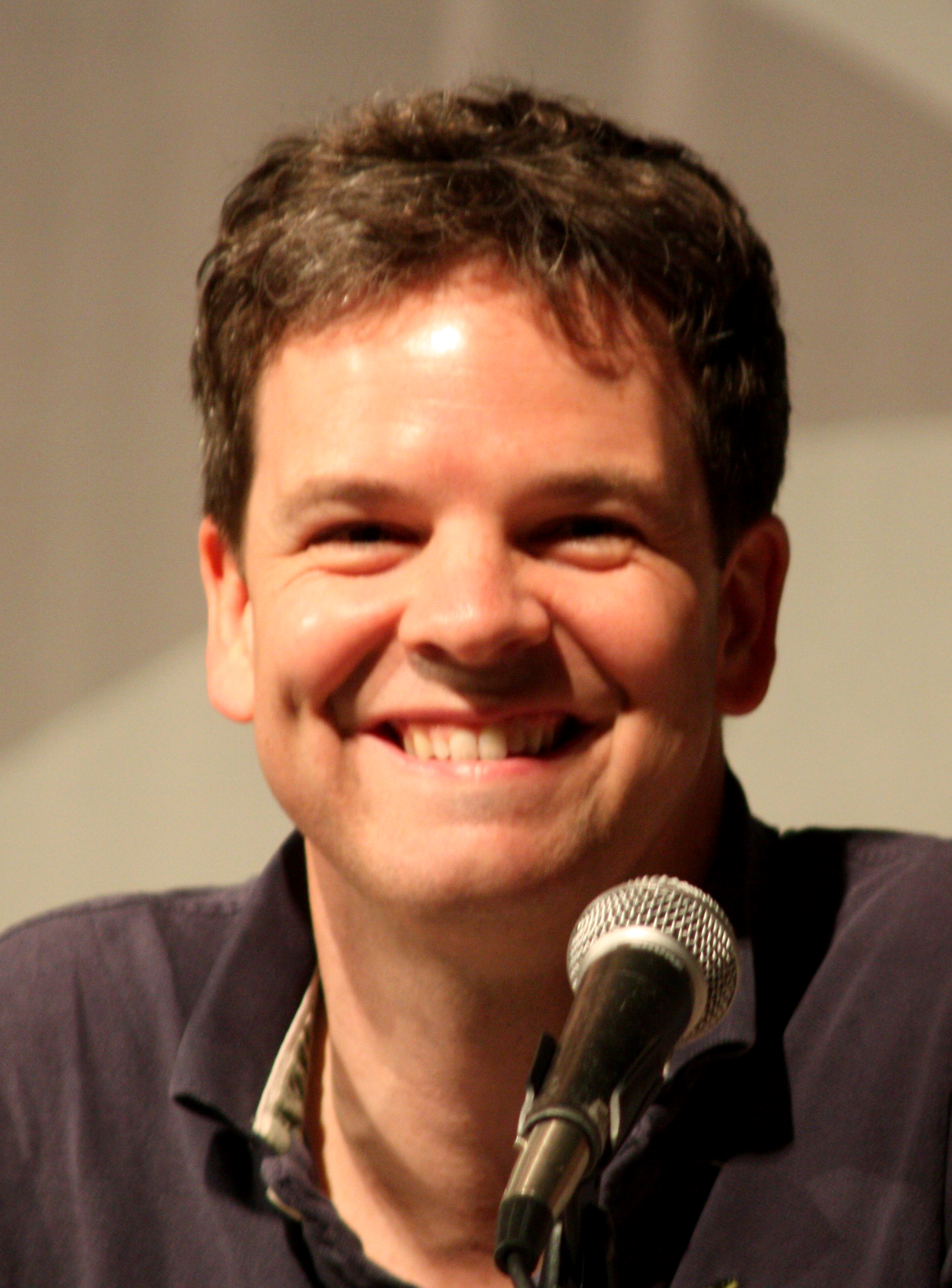
Kevin Shinick

Kevin Thomas Shinick (Merrick, 19 de março de 1969) é um ator, produtor, diretor e dublador estadunidense, premiado com um Emmy Award e um Annie Award. É mais conhecido por ser o criador, escritor principal e produtor da série de comédia MAD do canal Cartoon Network.
1. ↑  «You are being redirected...». www.animationmagazine.net. Consultado em 26 de abril de 2024